# フィリップ・ツィンカーナーゲル
- フィリップ・ジンカーナーゲル

フィリップ・アクセル・フリーガスト・ツィンカーナーゲル（Philip Aksel Frigast Zinckernagel, 1994年12月16日 - ）は、デンマーク・デンマーク首都地域コペンハーゲン出身のサッカー選手。シカゴ・ファイアー所属。ポジションはFW。

## クラブ経歴
2012年にFCノアシェランのトップチームに昇格するも、2012-13シーズンは不出場に終わり、翌年デンマーク・ファーストディビジョン (2部リーグ)のHBキューゲに移籍。FCヘルシンゲルを経て2016年にスナユスケ・フッボルトと契約。初めてのデンマーク・スーペルリーガで2シーズン44試合4ゴールを記録した。
2018年3月3日、FKボデ/グリムトと3年契約を締結。3年目の2020年シーズンに得点能力が開花。シーズン自己最多の19ゴールを決め、チームをエリテセリエン初優勝に導き、リーグMVPに選出された。
2021年1月1日、ワトフォードFCと5年半の契約を締結。同月9日のFKカップ3回戦のマンチェスター・ユナイテッドFC戦で、加入第1戦ながら先発で出場。後半31分までプレーするも、試合は0-1で敗戦。以降途中加入ながら先発に定着し、1年でのプレミアリーグ復帰に貢献した。
2021年8月7日、ノッティンガム・フォレストFCにレンタル移籍。
2022年6月24日、オリンピアコスFCに3年契約で移籍した。2022年夏の移籍期間終了間際にスタンダール・リエージュにレンタル移籍。
2023年8月1日、クラブ・ブルッヘに移籍した。
2024年8月17日、古巣のFKボデ/グリムトに2024年終了までのレンタル移籍で復帰した。
2025年1月6日、シカゴ・ファイアーFCに4年契約で移籍した。